# Tetraneuris
Tetraneuris là một chi thực vật có hoa trong họ Cúc (Asteraceae).

## Loài
Chi Tetraneuris gồm các loài: